# Институт лондонских страховщиков
Институт лондонских страховщиков (англ. Institute of London Underwriters) — ассоциация андеррайтеров, занимающихся страхованием морских, авиационных рисков и грузов. Наряду с физическими лицами (в 1991 году — 7792 человека) объединяла и страховые компании (в 1991 году — 84 страховые компании). Основана в 1884 году в Лондоне. В 1998 году  вошла в созданную 31 декабря Лондонскую международную ассоциацию андеррайтеров (International Underwriting Association) .
Тесно сотрудничает с компанией Lloyd’s of London, объединяя в качестве членов ассоциации андеррайтеров Ллойда.
Является одной из наиболее авторитетных страховых организаций в мире в сфере страхования. Разработала стандартные, унифицированные условия страхования грузов (Оговорки Института лондонских страховщиков), которые применяют страховые компании в большинстве стран мира.
Одним из направлений деятельности Института лондонских страховщиков является статистика и анализ причин аварийности мирового торгового флота.
Управление деятельностью организации осуществлял Комитет Института лондонских страховщиков численностью 16 человек, который избирал на два года председателя комитета и его заместителя.